# Pteris ensiformis
Pteris ensiformis är en kantbräkenväxtart som beskrevs av Johannes Burman. Pteris ensiformis ingår i släktet Pteris och familjen Pteridaceae.

## Underarter
Arten delas in i följande underarter:
- P. e. furcans
- P. e. merrillii
- P. e. rheophila
- P. e. victoriae

## Bildgalleri

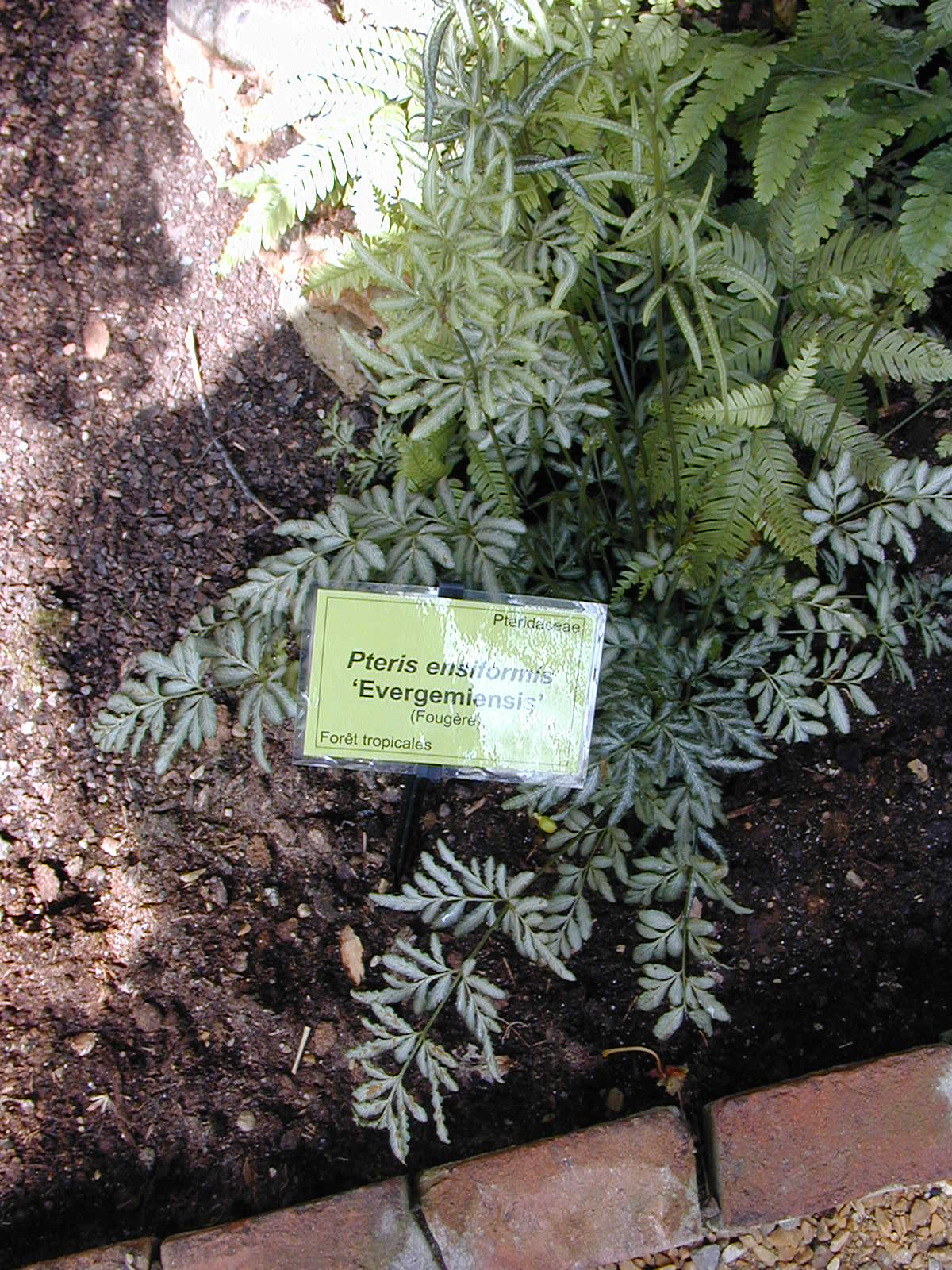
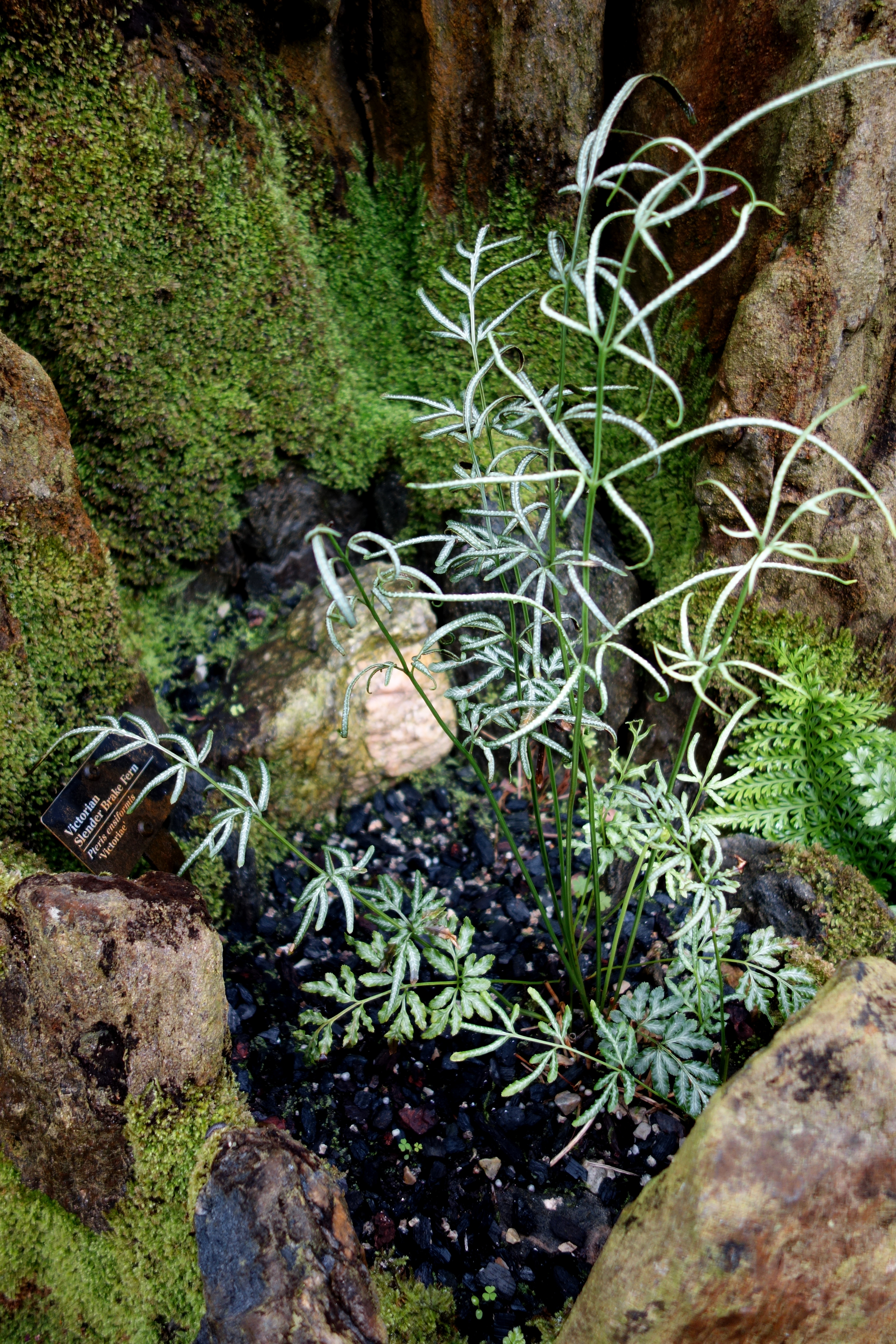
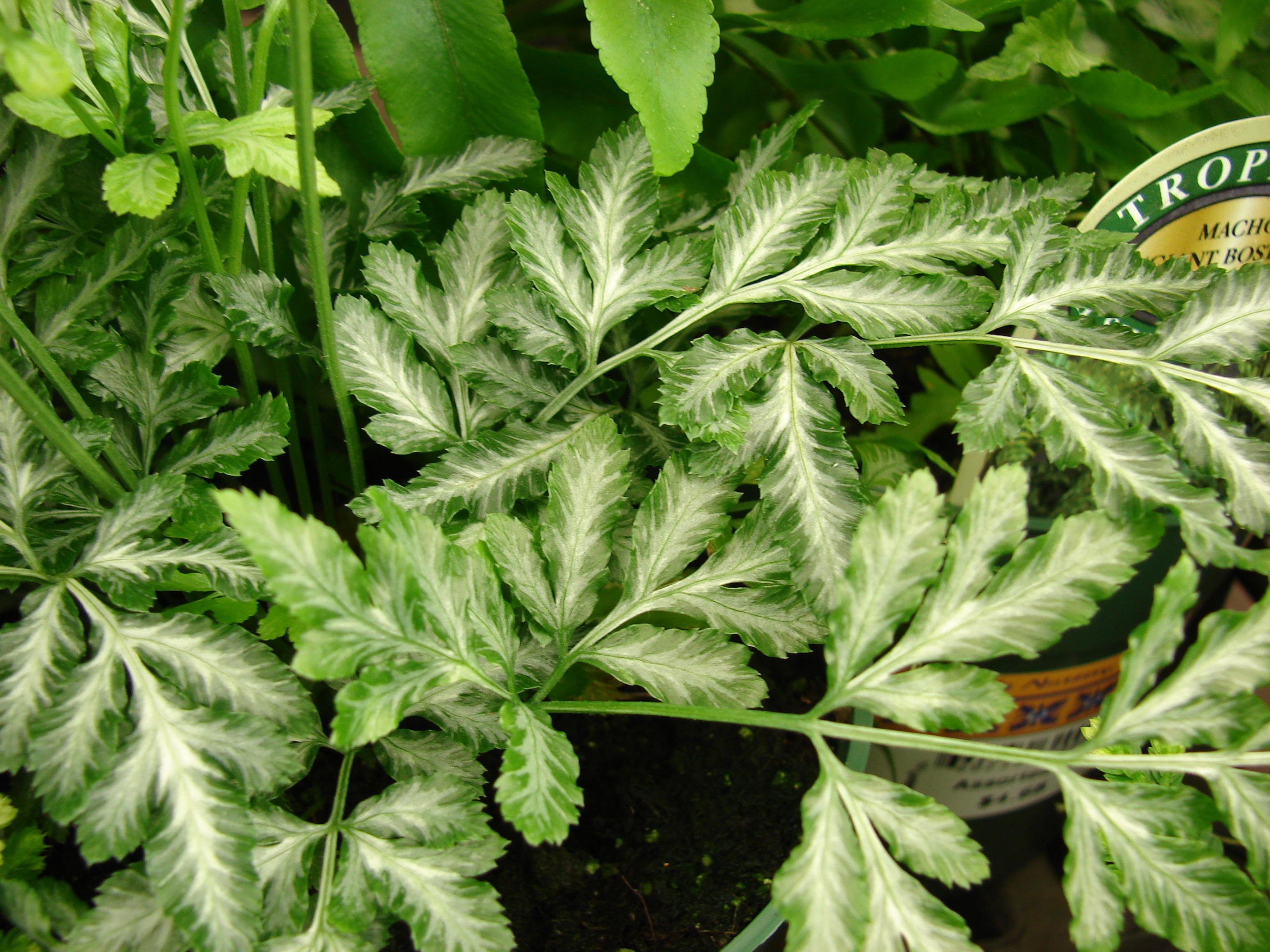
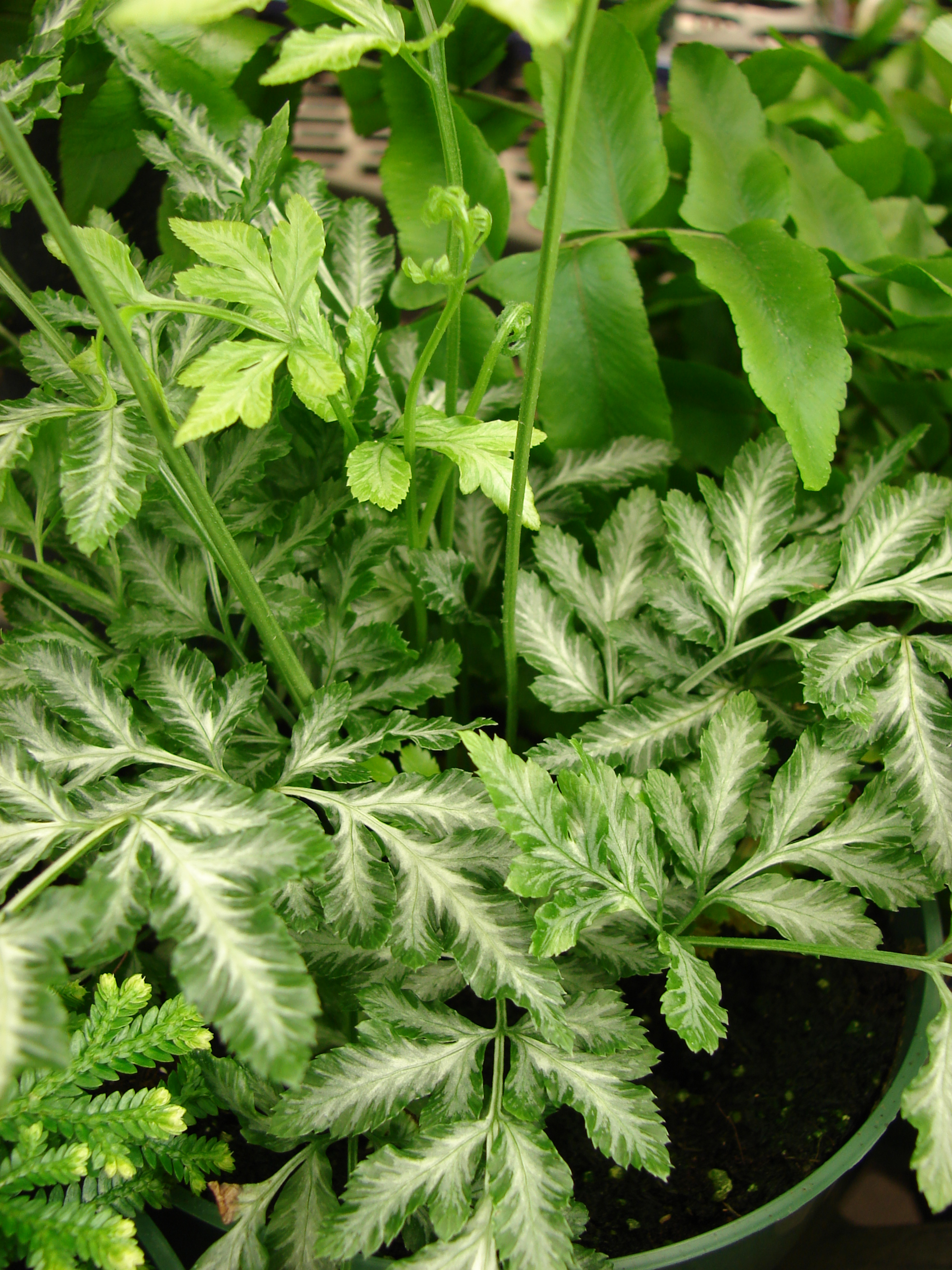
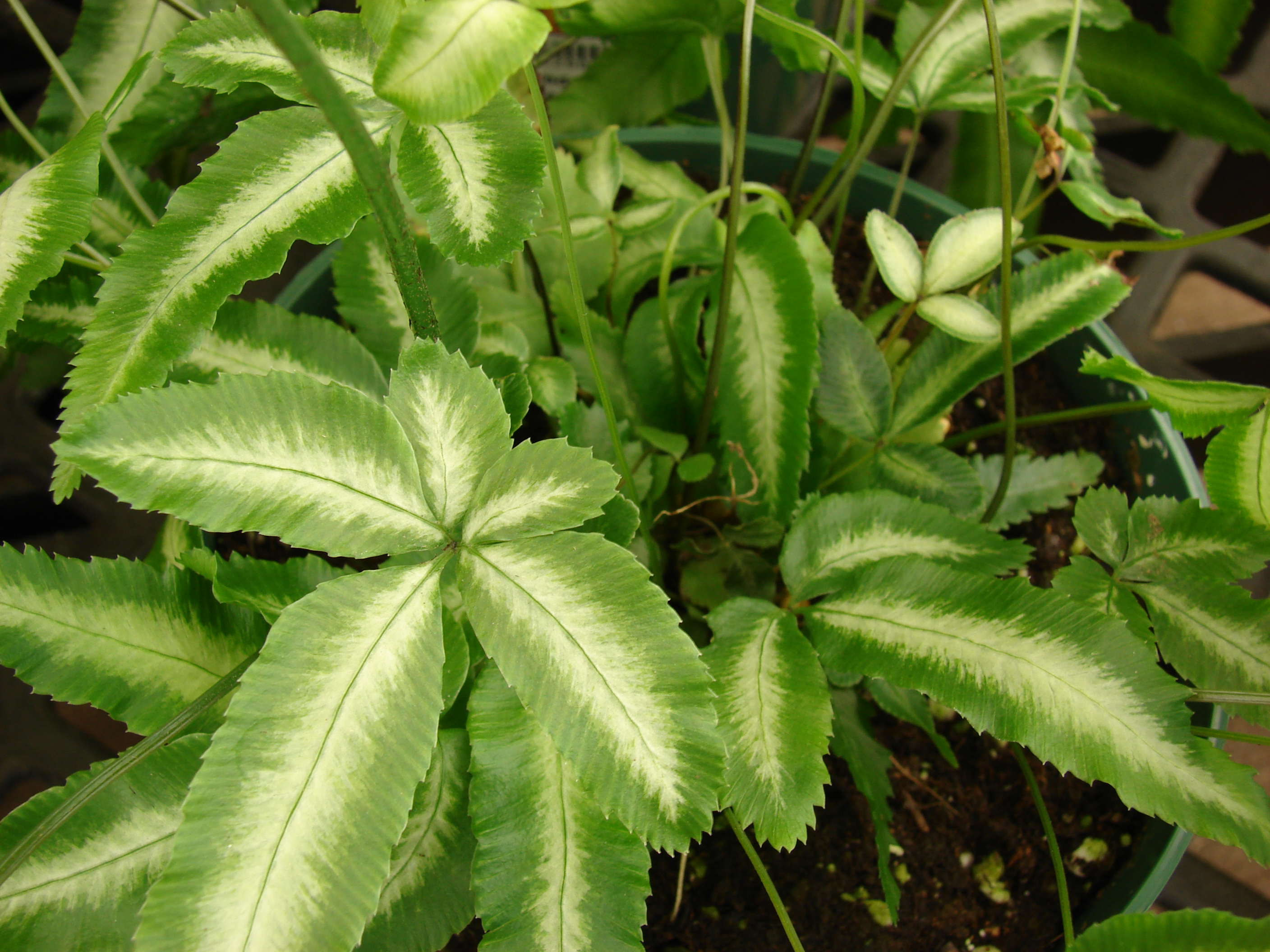
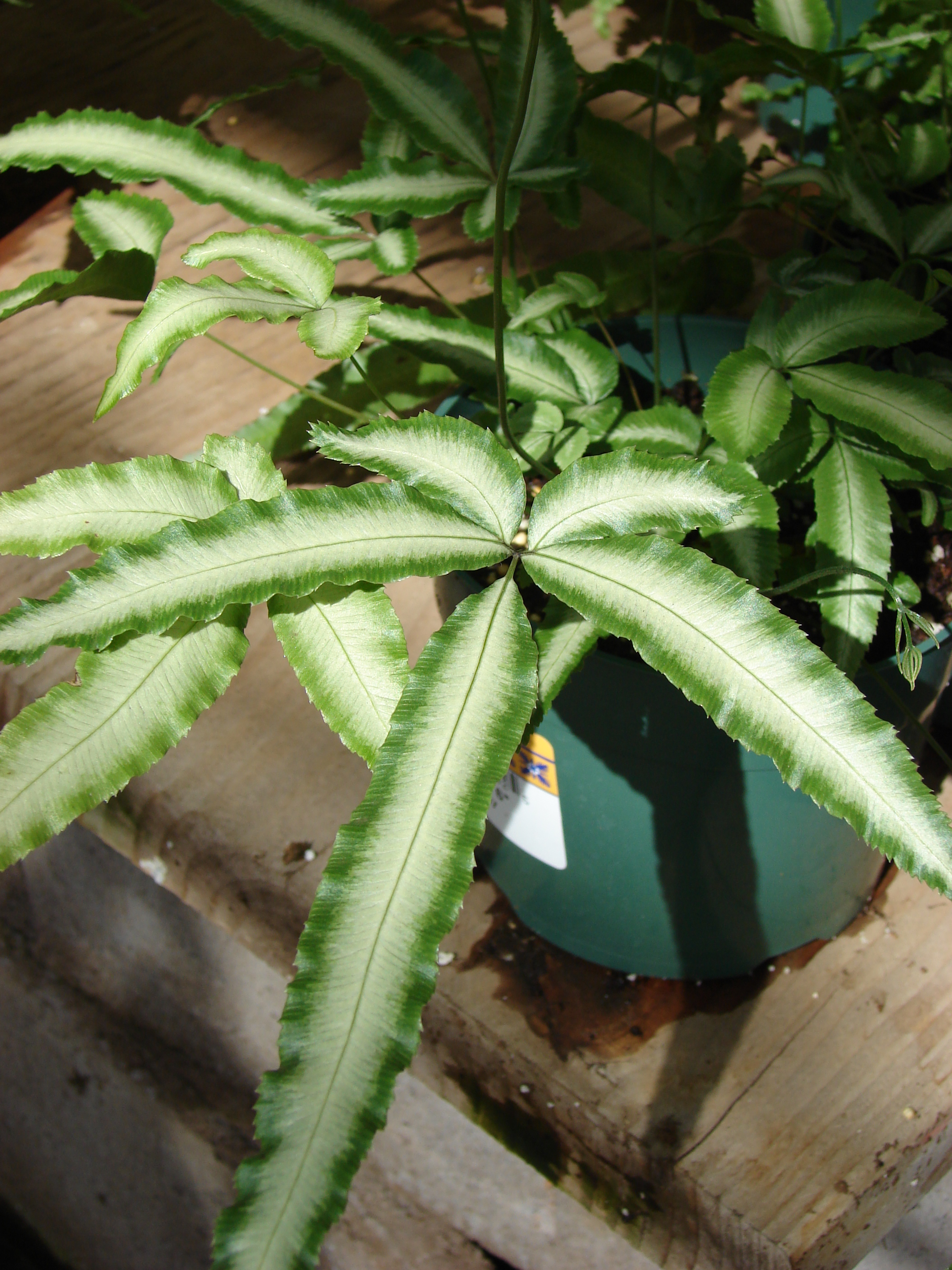